# Cineraria
Cineraria is een geslacht van ongeveer 50 geaccepteerde soorten kruidachtige of struikachtige planten uit de composietenfamilie (Asteraceae of Compositae). Het geslacht komt hoofdzakelijk in Zuidelijk Afrika voor met een paar soorten verder naar het noorden. De botanische naam is afgeleid van het Latijnse cinis, wat as betekent en naar de grijze kleur van de onderzijde van de bladeren verwijst.
In het verleden werd het geslacht in een bredere betekenis beschouwd, waaronder een aantal soorten van de Canarische Eilanden en Madeira die nu zijn overgebracht naar het geslacht Pericallis, inclusief de tuin- of balkonplant Cineraria (Pericallis x hybrida).

## Soorten
- Cineraria abyssinica Sch.Bip. ex A.Rich.
- Cineraria albicans N.E.Br.
- Cineraria alchemilloides DC.
- Cineraria alpestris Pall.
- Cineraria anampoza (Baker) Baker
- Cineraria angulosa Lam.
- Cineraria arctotidea DC.
- Cineraria aspera Thunb.
- Cineraria atriplicifolia DC.
- Cineraria austrotransvaalensis Cron
- Cineraria britteniae Hutch. & R.A.Dyer
- Cineraria canescens J.C.Wendl. ex Link
- Cineraria cyanomontana Cron
- Cineraria decipiens Harv.
- Cineraria deltoidea Sond.
- Cineraria dieterlenii E.Phillips
- Cineraria dregeana DC.
- Cineraria dryogeton Cron
- Cineraria erodioides DC.
- Cineraria erosa (Thunb.) Willd.
- Cineraria exilis DC.
- Cineraria geifolia (L.) L.
- Cineraria geraniifolia DC.
- Cineraria glandulosa Cron
- Cineraria gracilis O.Hoffm.
- Cineraria grandibracteata Hilliard
- Cineraria hederifolia Cron
- Cineraria huilensis Cron
- Cineraria humifusa L'Hér.
- Cineraria lanosa DC.
- Cineraria lobata L'Hér.
- Cineraria longipes S.Moore
- Cineraria lyratiformis Cron
- Cineraria magnicephala Cron
- Cineraria mazoensis S.Moore
- Cineraria microglossa DC.
- Cineraria mitellifolia L'Hér.
- Cineraria mollis E.Mey. ex DC.
- Cineraria ngwenyensis Cron
- Cineraria othonnoides Harv.
- Cineraria parvifolia Burtt Davy
- Cineraria pinnata O.Hoffm. ex Schinz
- Cineraria platycarpa DC.
- Cineraria polycephala DC.
- Cineraria pulchra Cron
- Cineraria saxifraga DC.
- Cineraria sonchifolia L.
- Cineraria tomentolanata Govaerts
- Cineraria tomentosolanatus Govaerts
- Cineraria vagans Hilliard
- Cineraria vallis-pacis Dinter ex Merxm.